# Thomas von Absberg

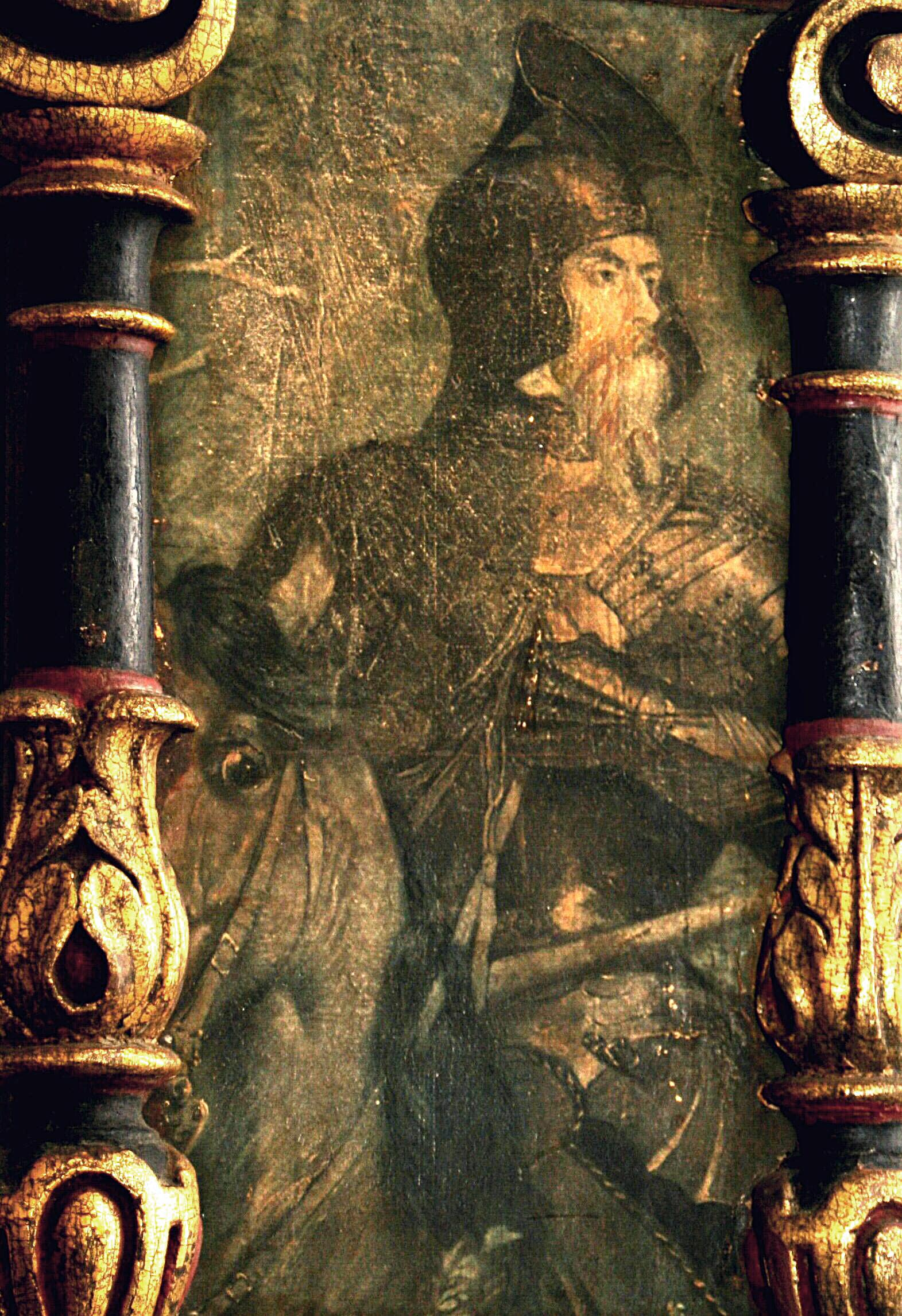
Ölgemälde in der Christuskirche in Absberg

Hans Thomas von Absberg (* 1477; † 3. Juli 1531 in Alten-Sedlitz) gilt als typischer Raubritter. Die Entführung Nürnberger Kaufleute führte 1523 im Fränkischen Krieg zur Zerstörung vieler kleiner Burgen im mitteldeutschen Raum, deren Besitzer mit ihm sympathisierten, durch den Schwäbischen Bund.

## Biografie

### Herkunft
Die Familie von Absberg war ein altes fränkisches Adelsgeschlecht, benannt nach Absberg mit der Burg Absberg südöstlich von Nürnberg am jetzigen Brombachsee. Nach Johann Gottfried Biedermann war Hans Thomas von Absberg zu Absberg und Dornhausen der Sohn von Hans Georg von Absberg und Helena, geborene Marschall von Pappenheim. Seine Geschwister waren Hans Christoph, Hans Siegmund, Magdalena und Hans Eitel. Er war verheiratet mit Maria Salome, der Tochter von Ernfried und Anna von Vellberg, geborene von Hutten.

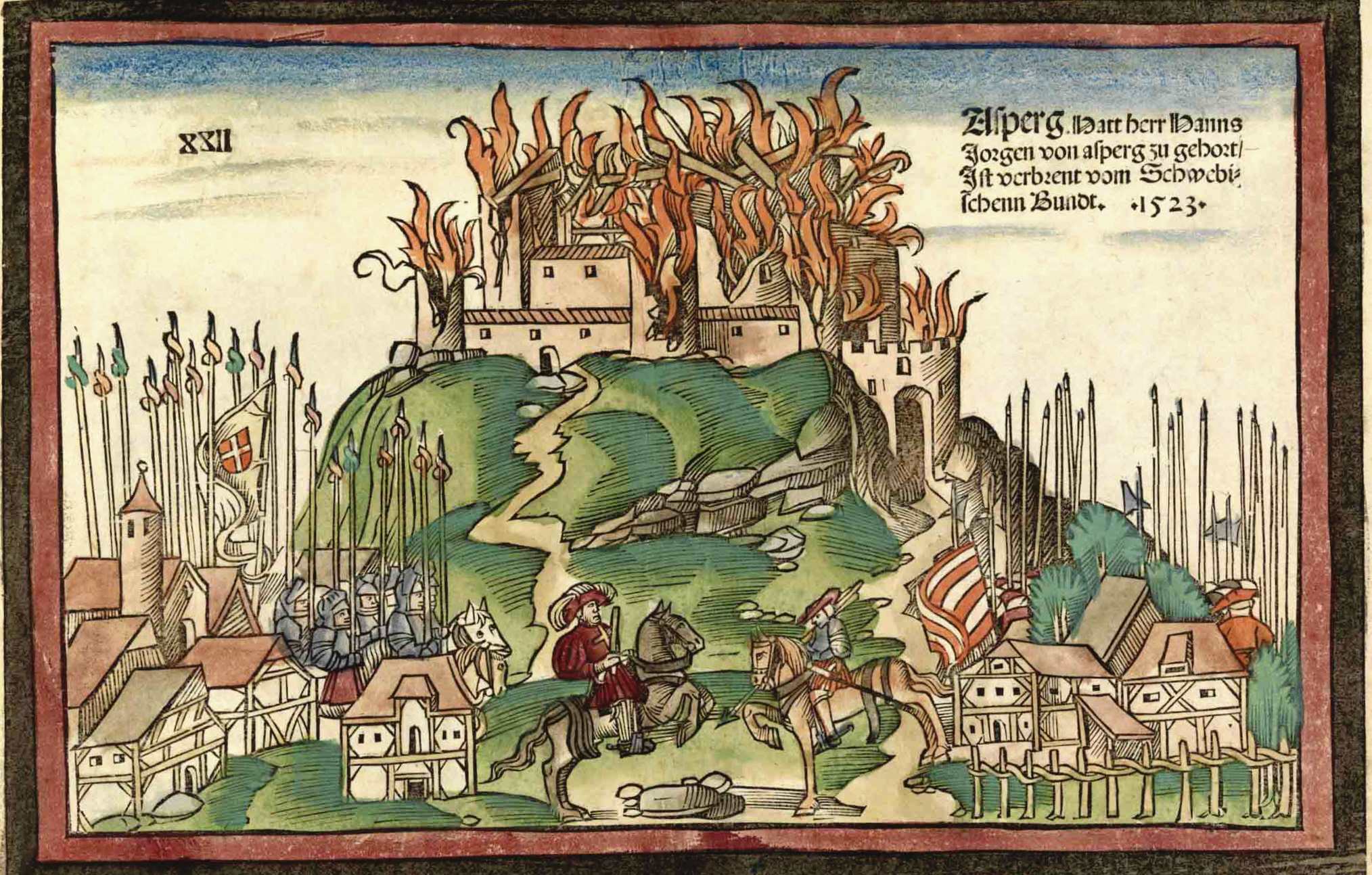
Zeitgenössischer Holzschnitt von Hans Wandereisen zur Zerstörung der Burg Absberg 1523

### Auftreten als Raubritter
Thomas von Absberg unterstützte Götz von Berlichingen 1511 in der Geislinger Fehde gegen die Reichsstadt Nürnberg.
Er entwickelte sich in der Folgezeit zum gefürchteten „Schrecken Frankens“, der
durch ein besonders grausames und wenig ritterliches Auftreten auffiel. Seinen Geiseln hackte er gerne eine Hand ab und schickte sie zur Untermauerung seiner Lösegeldforderung nach Nürnberg. Dafür benutzte er den „Leuteschinder“, eine ungewöhnliche Hieb- und Stichwaffe, die man Dusack oder Dusägge nannte. Sie bestand aus einer langen, leicht gekrümmten, breiten Klinge, in deren Ende ein länglicher Durchbruch als Griff für die Hand eingearbeitet war. Hans Thomas wird beschrieben als großer, schlanker Mann mit kurzem, schwarzem Bart. Er neigte zum Fluchen und kannte bei der Durchsetzung seiner Vorhaben keine Skrupel. Seine weitere Karriere als Raubritter, die damals auch als Placker, Schnapphähne, Staudenhechte oder Heckenreiter bezeichnet wurden, war durch den erbitterten Kampf gegen die Nürnberger geprägt.

### Absberger Fehde
Absbergs Schlüsselerlebnis war wohl der Überfall auf den Grafen Joachim von Oettingen in der Absberger Fehde am Johannistag (24. Juni) 1520 am Hahnenkamm. Der Graf wurde im Handgemenge verwundet und erlag seinen Verletzungen am 6. Juli. Der Vorfall wurde dem Schwäbischen Bund gemeldet und Kaiser Karl V. sprach die Reichsacht über Hans Thomas aus.
Bereits 1507 hatte Vater Hans Georg zusammen mit anderen Raubrittern und seinen Söhnen den Kampf gegen die „Nürnberger Pfeffersäcke“ aufgenommen. Das niedergehende ländliche Rittertum brachte damit seinen Widerwillen gegen die aufstrebenden Handelsstädte zum Ausdruck. Die Nürnberger Kriegsstube dokumentierte die Taten des Hans Thomas von 1519 bis 1530 ausführlich in zahlreichen Akten. Deutlich wird hierbei unter anderem sein umfangreicher Rückhalt bei vielen vormals namhaften fränkischen Geschlechtern, darunter Angehörige der Rosenberger, der von Thüngen, Aufseß, Guttenberg, Wirsberg und Sparneck.

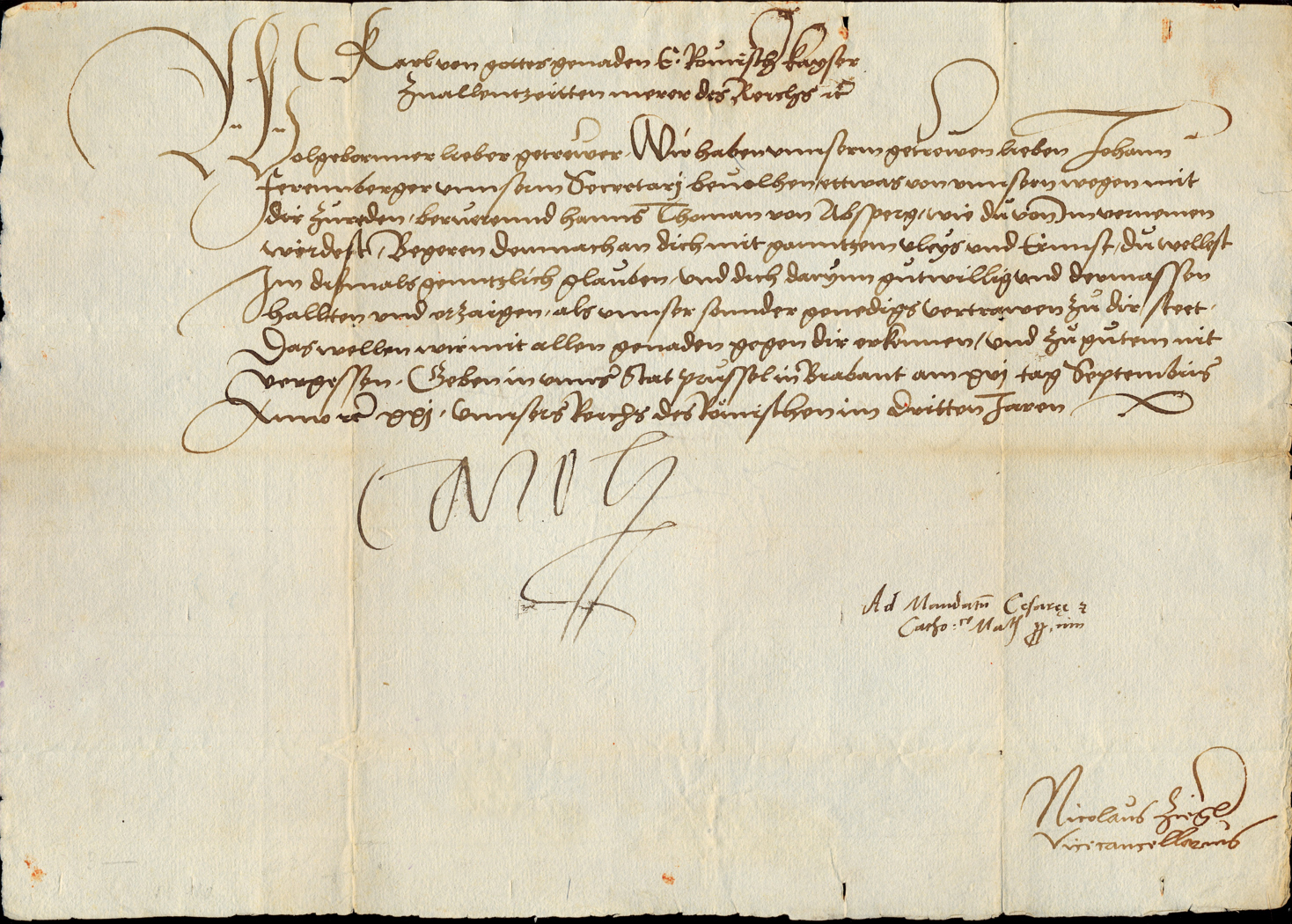
Akkreditiv Karls V. vom 16. Sept. 1521 für Johann Ferenberger, der mit Graf Wolfgang zu Oettingen nach der Tötung des Vetters des Grafen im Vorjahr sowie der Entführung zweier kaiserlicher Räte im Mai 1521 im Namen des Kaisers über die weitere Vorgehensweise sprechen sollte

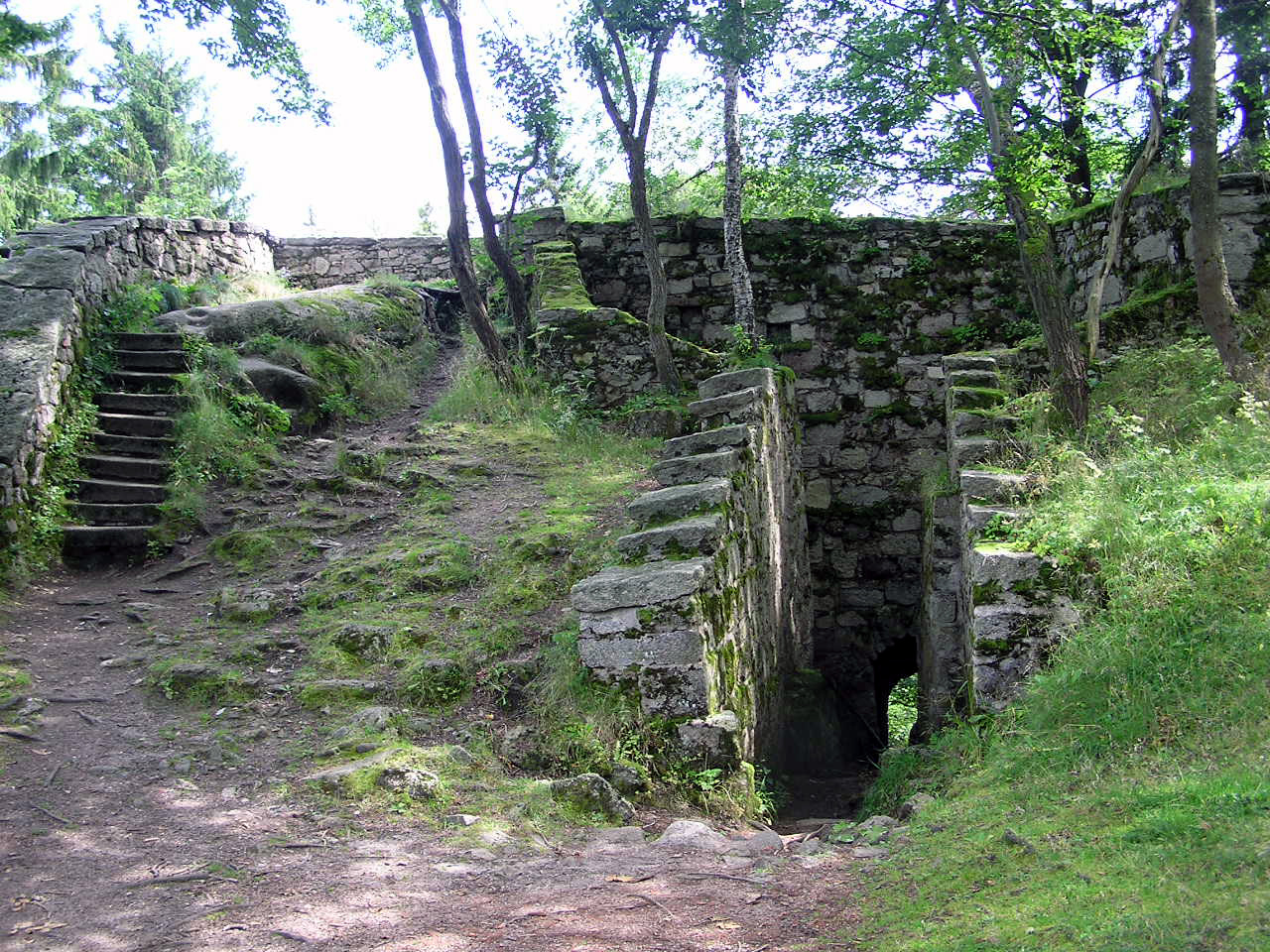
Innenhof des Roten Schlosses am Waldstein

### Gefangene am Waldstein
Im Mai 1521 überfiel der Absberger an der Knittlinger Steige in der Nähe des Klosters Maulbronn eine Gruppe von Heimkehrern vom Reichstag in Worms. Dabei fielen ihm zwei überaus prominente Persönlichkeiten in die Hände: Hans Lamparter von Greiffenstein, der Sprecher des Kaisers, sowie Johann Lucas, der im persönlichen Auftrag des Kaisers Geldgeschäfte abwickelte. Absberg brachte die beiden kaiserlichen Räte zunächst auf die Burg Hohenstein bei Coburg. Dort lagen sie viele Wochen im Turm, doch die enormen Lösegeldforderungen wurden nicht erfüllt. Um die Spuren zu verwischen, waren immer wieder Ortswechsel nötig. In einer wahren Odyssee ging es zu den Waldenfels auf Burghaig bei Kulmbach und endlich auf die Burgen der Reichsritter von Sparneck. Gattendorf, Weißdorf und Uprode waren weitere Stationen.
Der Kaiser versuchte daraufhin insbesondere den Schwäbischen Bund für ein zielgerichteteres Vorgehen gegen Absberg und die ihn unterstützenden fränkischen Adelsgeschlechter zu gewinnen und entsandte im September 1521 seinen Sekretär Johann Ferenberger mit dem Auftrag zu Graf Wolfgang zu Oettingen, einem führenden Mitglied des Bundes und Vetter des getöteten Grafen Joachim von Oettingen, um in seinem Namen mit diesem die Möglichkeiten eines Eingreifens des Bundes zu besprechen. Es dauerte allerdings noch bis 1523, bis der Schwäbische Bund im sogenannten Fränkischen Krieg in massiver Weise militärisch gegen den Absberger und seine Gesinnungsgenossen vorging. Zu diesem Zeitpunkt war den entführten kaiserlichen Räten bereits die Flucht aus den Händen Absbergs gelungen.

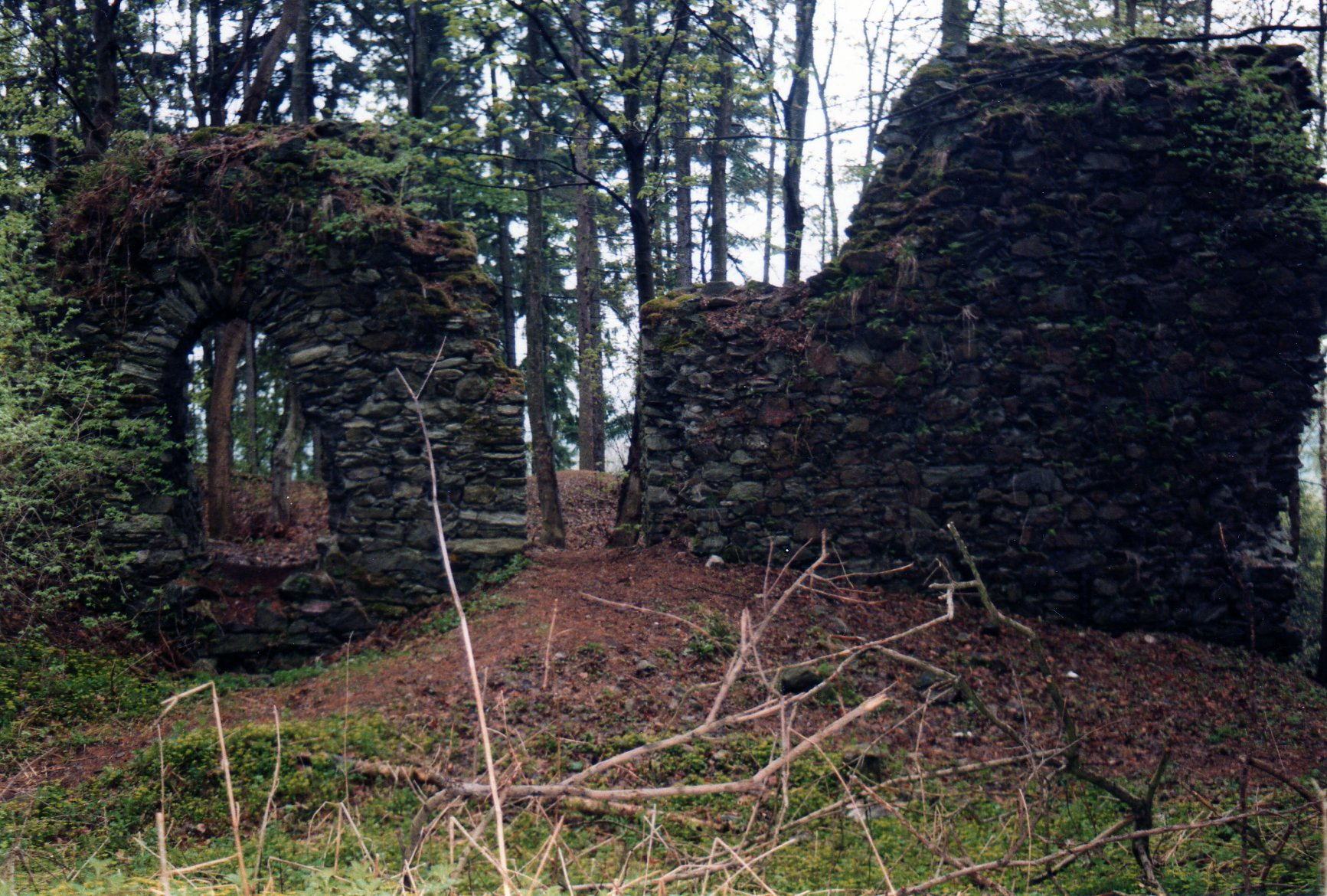
Burgruine Uprode

Im Herbst 1522 wurden die Geiseln auf den Waldstein geschleppt, die sicherste Festung im ganzen Fichtelgebirge, die Wolf und Christoph von Sparneck gehörte. Dort mussten sie in dem Verlies auf dem hohen Felsen ausharren, das als Mordgrube weithin berüchtigt war. Im Januar 1523, nach einem Jahr und 38 Wochen Gefangenschaft, glückte ihnen jedoch die Flucht. Über deren Umstände ist nur bekannt, dass sie „mit Gottes Hilfe“ gelang. Unter einer Brücke beim Schwabenholz bei Stockenroth sollen laut einer Sage die Flüchtenden Unterschlupf gefunden und ihre Verfolger abgeschüttelt haben.
Inzwischen hatte Hans Thomas weitere Überfälle verübt. Am 30. April 1522 fiel ihm bei Schwabach der Nürnberger Ratsherr Bernhard Baumgartner in die Hände. Er versteckte ihn erst auf Burg Rosenberg bei Sulzbach und dann auf Guttenberg, wo der Patrizier acht Wochen lang im Turme lag. Nächste Station war die Burg Nordeck bei Stadtsteinach, in deren Verlies es angeblich Würmer gab, die ihn krank machten. Im Sommer 1522 war dann auch für ihn Endstation im kalten Turm des Roten Schlosses auf dem Waldstein. Dort leisteten ihm bald die beiden kaiserlichen Räte Gesellschaft. Monate später konnten die Drei gemeinsam fliehen und der Kriegsstube in Nürnberg berichten. Damit war das Schicksal der Sparnecker Ritter besiegelt. Sie waren als Helfer des Absbergers enttarnt und ihre Burgen landeten auf der Liste der 23 sogenannten Raubnester, die der Schwäbische Bund zerstören sollte.

### Lebensende
Trotz der großen Anzahl von Gegnern und der Zerstörungen vieler Burgen seiner Helfer 1523 setzte Hans Thomas von Absberg seine Überfälle noch etliche Jahre fort. Er konnte sich dabei immer wieder in böhmische Gebiete zurückziehen. So tötete er den Nürnberger Fernhändler Albrecht Scheurl (ca. 1481–1531), Bruder des Theologen Christoph Scheurl. Schließlich wurde er 1531 selbst von einem seiner Mitstreiter ermordet. Seine Leiche wurde auf einem Kornacker aufgefunden und in einer Ecke des Alten-Sedlitzer Friedhofs begraben.

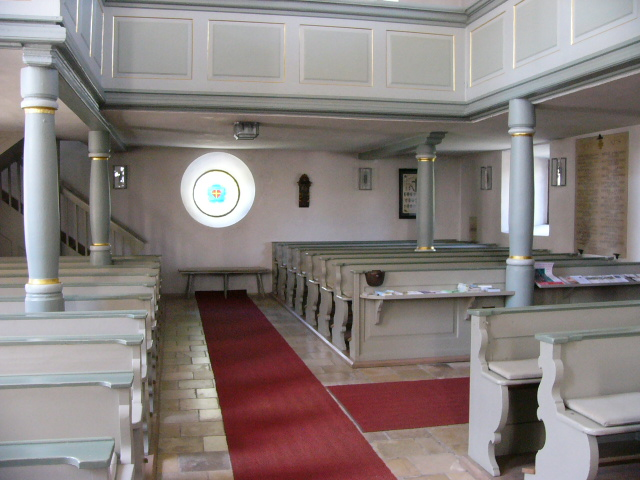
Inneres der Absberger Christuskirche mit Standort des Gemäldes

## Das Gemälde in der Christuskirche in Absberg
Das einzige erhaltene Bildnis des Raubritters Hans Thomas von Absberg befindet sich in der Christuskirche in Absberg. Das Ölgemälde misst 20 auf 45 Zentimeter und erinnert stark an ein Grabschild. Tatsächlich wurde es am Anfang des 20. Jahrhunderts von einer Nachfahrin des Absbergers gestiftet. Der Maler orientierte sich bei seiner Ausführung an einer historischen Zeichnung, die seit dem Zweiten Weltkrieg als verschollen gilt.